# Краєва Ірина
Ірина Краєва (справжнє ім'я Ірина Іванівна Пуля; нар.. 9 травня 1966 року, Кіров) — російська письменниця, авторка художніх творів для дітей, журналістка, педагог. Лауреатка Міжнародної літературної премії імені Владислава Крапивіна (2007), лауреатка Міжнародного літературного конкурсу «Узгодження часів» (2012), лауреатка щорічного конкурсу «Нова дитяча книга» (2013), лауреатка Російської літературної премії імені Олександра Гріна (2015). Член Союзу письменників Москви.

## Життєпис
Завдяки підтримці талановитої в'ятської вчительки літератури С. А. Жукової Ірина Пуля ще в шкільні роки почала писати перші оповідання і репортажі, які були опубліковані на Кіровському обласному радіо та в молодіжній газеті. Відповідно, вона вступила на факультет журналістики Ленінградського (Санкт-Петербурзького державного університету (1983—1988 рр.).
Потім — повернення до В'ятки, де Ірина Пуля стає спочатку редактором багатотиражної газети Кіровського державного педагогічного інституту (зараз В'ятський державний гуманітарний університет), потім викладачем кафедри російської літератури. У 1996 році Ірина Пуля захистила дисертацію за російськомовними романами Володимира Набокова. Незабаром стала деканом факультету журналістики Кіровського філії Московського гуманітарно-економічного інституту.
У 1998 році родина переїхала до Москви. Викладацьку кафедру змінила на неспокійне життя журналіста. Спочатку працювала в газеті «Труд», а з 2006 по 2012 роки — в «Російській газеті».
Ірина Пуля в 2010 році стала лауреаткою Премії Москви в галузі журналістики.

## Літературна творчість
Почавши ще в юності писати «трагічні» «дорослі» оповідання, раптом несподівано переїхала на дитячі рейки. У 2007 році в пітерському видавництві «Детгиз» вийшла казкова повість «Тім і Дан, або Таємниця Розбитого коліна» з малюнками Олексія Бахтіна, за яку Ірина Краєва отримала Міжнародну літературну премію імені Владислава Крапивіна. Повість була помічена в пресі і незабаром опублікована в журналі «Путеводная звезда».
Оповідання та казки публікувалися у збірках віршів, оповідань, повістей, казок для дітей «Як добре…» (2009), «Як добре…-2» (2010), «Як добре…-3» (2011) та «Як добре…-4» (2012 р.), журналах «Нева», «Дружба народів», «Жили-були», «Чиж та їжак», альманасі «Витоки», дитячому інтернет-журналі «Санька — Скажений кролик», літературному журналі для дітей та дорослих «Електронні пампаси» , літературному ілюстрованому журналі для дітей «Кукумбер».
Про казкову повість «Тім і Дан, або Таємниця Розбитого коліна» авторка говорить: «…народилася моя казка „від протилежного“. У якийсь момент зрозуміла, що газета мене з'їдає. Що навіть з розповідей моїх полізла „чорнуха“, а опиратися їй не вистачає душевних сил. І тут я захворіла. Кажуть, хвороби змушують нас зупинитися, озирнутися, обміркувати своє „житіє“. На лікарняному ліжку і почала цю книгу. Пізніше у рідкісних проміжках від газетної роботи і витягувала себе за вуха з болота злободенності…».
Друга книга Ірини Крайової, випущена видавництвом «Детгиз» у 2010 році, називається «Чаювання з п'ятою». Проілюстрував книгу санкт-петербурзький художник Олександр Біхтер. У передмові до «Чаювання з п'ятою» поетеса Юнна Моріц пише: «Ірина Краєва — блискуча авторка веселих, дотепних, тонких оповідань для дітей. Вона вміє придумати і розписати маленьку історію, в якій творяться великі чудеса, де все перетворюється у що завгодно, і язик обертається, як чарівний ключ у замковій щілині чарівних дверей. Вона грає з дитинством без ніякого підлизування, підлабузництва, впадання в кукольність, без ніяких нотацій від імені знаменитих звірів. Все диво тут — в язиці, головній дійовій особі, що веде таємну гру. Ця гра коштує свічок!.. Вона дає авторське почуття дитини, яка бере участь у цій грі, — вона стає автором свого особистого сприйняття, своєї радості, усмішки; вона ловить м'ячик підступу, веселої помилки, знаходячи свій особистий досвід тонкого світу — лірики, гумору, метаморфоз, ритмічних реакцій, що розвивають особистість людини, що грає не тільки на нервах».
У 2012 році Ірина Краєва стала лауреаткою Міжнародного літературного конкурсу «Узгодження часів» (рос. Согласование времён) у номінації «Проза» (оповідання «Солов'їний сад»), а в 2013 році — лауреаткою у номінації «Вибір бібліотек» і володаркою 2-ї премії в номінації «Історії казкові і не тільки…» щорічного конкурсу «Нова дитяча книга» за «повість в оповіданнях» «Колямба, онук Одягу Петрівни».
У 2015 році Ірина Краєва названа однією з двох лауреаток (поряд з Наріне Абгарян) Російської літературної премії імені Олександра Гріна — за видатний внесок у розвиток вітчизняної літератури (виразилися у створенні особливо важливого літературного твору, або за результати творчості в цілому).
Декілька творів Ірини Крайової перекладені іспанською, польською та французькою мовами.

## Цитата
|  | «Добра дитяча книга цікава і для дітей, і для дорослих. Тому що це завжди - гра, пригода, чесність, фантазія, на це і дорослі відгукуються, добра дитяча книжка у татах і мамах пробуджує душевні, людські якості». |